# Збірна Лівану з футболу
Збірна Лівану з футболу — національна футбольна збірна Ліванської республіки. Керується федерацією футболу Лівану. Збірна жодного разу не брала участі у фінальній частині чемпіонату світу. Найбільшим досягненням став вихід до фінальної частини кубка Азії 2000 року (брали участь як господарі турніру) i кубка Азії 2019 року.
Станом на 3 квітня 2025 посідає 112-e місце у рейтингу футбольних збірних світу.

## Чемпіонат світу
- з 1930 по 1982 — не брала участь
- 1986 — знялась зі змагань
- з 1990 по 2022 — не пройшла кваліфікацію

## Кубок Азії
- з 1956 по 1968 — не брала участь
- 1972 — не пройшла кваліфікацію
- 1976 — знялась зі змагань
- 1980 — не пройшла кваліфікацію
- з 1984 по 1992 — не брала участь
- 1996 — не пройшла кваліфікацію
- 2000 — перший раунд
- 2004 — не пройшла кваліфікацію
- 2007 — знялась зі змагань
- 2011 — не пройшла кваліфікацію
- 2015 — не пройшла кваліфікацію
- 2019 — перший раунд
- 2023 — кваліфікувалась